# Jacob Nicolaas van Eck
Jacob Nicolaas van Eck van Mariendaal (Tiel, 1752 - Arnhem, 6 april 1833) was de eerste burgemeester van Arnhem.

## Biografie
Van Eck was de zoon van Otto van Eck, secretaris van Tiel, en Cornelia Maria van den Steen. Hij was de broer van Cornelia van Eck (1785) en Arend Hendrik van Eck (1761). In 1779 trouwde hij met Hester Henriette Engelen (1765-1823), dochter van Willem Engelen, de eerste stadhouder van de Gelderse leenkamer, en Nalida Johanna Brantsen. Samen kregen zij vier kinderen, onder wie Gerard, die ook lid zou worden van de gemeenteraad van Arnhem.
In 1791 erfde Van Eck het Landgoed Mariëndaal van zijn schoonvader.

## Loopbaan
Vóór 1808 was Van Eck was schepen in het vroedschap van Arnhem. Vanwege zijn prinsgezinde houding kwam hij tijdens de Bataafse Republiek niet meer in aanmerking voor bestuursfuncties.
Op 23 oktober 1807 werd Arnhem uitgeroepen tot een van de 'gemeentes der eerste klasse' door koning Lodewijk Napoleon. Van deze gemeentes werd besloten dat ze onder het toezicht van een burgemeester en wethouders zouden worden geplaatst. Op 16 januari 1808 werd Van Eck door koninklijk besluit benoemd tot de eerste burgemeester van Arnhem. Op 4 juli 1810 werd hij herbenoemd.
In 1808 kwam burgemeester Van Eck in aanvaring met Roeland Jan Bouricius over de grens van Schoonoord, een buitenplaats in eigendom van Bouricius. Die laatste had als tuinafscheiding een hekwerk geplaatst dat volgens de gemeente op de openbare weg stond. Van Eck liet het hekwerk afbreken. In 1813 speelde de kwestie weer op, toen Bouricius als waarnemend onderprefect het voor elkaar kreeg om de zaak op de agenda van de Arnhemse gemeenteraad te krijgen.
Na het eindigen van het Eerste Franse Keizerrijk werd Van Eck in februari 1814 aangesteld als provisioneel fungerend burgemeester van de stad Arnhem door Koning Willem I. Op 7 december 1815 werd Van Eck herbenoemd tot de Burgemeesteren der Stad Arnhem, en werd de eerste President-Burgemeester. Hij deelde zijn burgemeesterschap met Roeland Jan Bouricius en Derk Gaijmans. Elk jaar werd geloot wie het komende jaar als President-Burgemeester zou fungeren. Tot 1824 heeft Van Eck drie keer als President-Burgemeester gediend. De samenwerking tussen Van Eck en de ondernemer Bouricius verliep overigens moeizaam. Als patriciër zag Van Eck een ondernemer niet voor vol aan, en hij was van mening dat commerciële activiteiten niet gecombineerd konden worden met een bestuurlijke functie. Hij werd hierin bevestigd doordat Bouricius zijn bestuursfunctie ook daadwerkelijk gebruikte om er op commercieel vlak beter van te worden. Bovendien hadden de twee al eerder een aanvaring gehad over de kwestie Schoonoord.
Van Eck overleed op 6 april 1833 op 80-jarige leeftijd.

## Trivia
- Een straat in de Burgemeesterswijk in Arnhem (de Van Eckstraat) is naar Van Eck vernoemd.
- Van Eck was de overgrootvader van jhr. Onno Joost Sickinghe (1858-1948)